# Серпень 2012
Се́рпень 2012 — восьмий місяць 2012 року, що розпочався в середу 1 серпня та закінчився у п'ятницю 31 серпня.

## Події
- 31 серпня
  - Президент Вірменії Серж Саргсян офіційно заявив про припинення всіх дипломатичних відношень з Угорщиною, яка екстрадувала до Азербайджану офіцера Раміля Сафарова, засудженого за вбивство вірменина Гургена Маргаряна[1].

- 29 серпня
  - У Лондоні на Олімпійському стадіоні відбулася церемонія відкриття[en] Паралімпійських ігор.[2]

- 28 серпня
  - Траян Бесеску відновлений на посаді Президента Румунії рішенням Конституційного Суду країни.[3]

- 25 серпня
  - У віці 82 років помер Ніл Армстронг — перша людина, котра стала на поверхню Місяця.[4]
  - Семиразового чемпіона Тур де Франс Ленса Армстронга позбавили більшості титулів за вживання допінгу.[5]

- 24 серпня
  - Андерс Брейвік засуджений норвезьким судом до позбавлення волі на 21 рік за терористичний акт 2011 року.[6]

- 20 серпня
  - У брюссельській лікарні від інфекції помер прем'єр-міністр та колишній президент Ефіопії Мелес Зенаві.[7]

- 17 серпня
  - Екс-міністра внутрішніх справ Юрія Луценка засуджено до 2 років позбавлення волі.[8]
  - Трьох учасниць російського панк-гурту Pussy Riot ув'язнили на два роки за акцію у Храмі Христа Спасителя.[9]

- 16 серпня
  - Еквадор надав політичний притулок засновнику WikiLeaks Джуліану Ассанжу.[10]

- 14 серпня
  - У 84-річному віці помер відомий радянський і російський популяризатор науки, телеведучий С. Капіца.[11]

- 13 серпня
  - В Одесі, спираючись на «мовний закон», російській мові було надано статус регіональної.[12]

- 12 серпня
  - Відбулось закриття XXX Літніх Олімпійських ігор у Лондоні.[13]
  - Український боксер Василь Ломаченко виграв олімпійське золото у вазі до 60 кг. Також український борець Валерій Андрійцев виграв срібну медаль на Олімпіаді в Лондоні у вазі до 96 кг.[14]

- 11 серпня
  - Українські спортсмени Юрій Чебан[15] (веслування на каное) і Олександр Усик[16] (бокс) здобули золоті медалі Олімпійських ігор у Лондоні.

- 10 серпня
  - Закон № 5029-VI «Про засади державної мовної політики», що зменшує права української мови, набув чинності після опублікування в офіційній парламентській газеті Урядовий кур'єр.[17][18]

- 9 серпня
  - Інна Осипенко-Радомська здобула першу срібну медаль для України на Олімпійських іграх у Лондоні у веслуванні на байдарці-одиночці (500 метрів).[19]

- 8 серпня
  - Президент України Віктор Янукович зустрівся з інтелігенцією в Криму та підписав Закон № 5029-VI «Про засади державної мовної політики».[20]

- 6 серпня
  - Після майже дев'ятимісячного перельоту на поверхню Марса успішно приземлився марсохід «Curiosity» (на малюнку); трансляція посадки в прямому ефірі велась на сайті NASA.[21]
  - На Олімпіаді 2012 український важкоатлет Олексій Торохтій у ваговій категорії до 105 кг, здобув золоту медаль. Перша чоловіча золота медаль України на цих іграх.[22]

- 1 серпня
  - Українська четвірка парна здобула золоту медаль в академічному веслуванні. Ця медаль стала 30-ю золотою і 100-ю медаллю загалом для України на літніх Олімпійських іграх.